# Emenista bisinuosa
Emenista bisinuosa là một loài nhện trong họ Linyphiidae. Chúng được Eugène Simon miêu tả năm 1894, và chỉ được tìm thấy ở Ấn Độ.